# Tú y yo somos tres (película)
Tú y yo somos tres es una película filmada en colores, coproducción de Argentina y España dirigida por Rafael Gil según su propio guion escrito en colaboración con Rafael García Serrano  y Rodolfo Manuel Taboada  según la obra teatral homónima de Enrique Jardiel Poncela. El filme fue producido en 1962 y se estrenó el 30 de enero de 1964 y tuvo como protagonistas a Analía Gadé, Alberto de Mendoza, Pepe Rubio e Ismael Merlo.
Fue filmada parcialmente en Ciudad Lineal, Madrid, España.

## Sinopsis
Una joven tras mantener correspondencia con un desconocido cree haberse enamorado de él hasta el punto de que ambos contraen matrimonio por poderes. Cuando conoce a su esposo se encuentra con la sorpresa de que tiene un hermano siamés todavía pegado a él. Al separarlos, la vida disipada del soltero influye sobre el casado.

## Reparto
- Analía Gadé como Manolina
- Alberto de Mendoza como Rodolfo Céspedes / Adolfo Céspedes
- Pepe Rubio como Ramiro
- Ismael Merlo como Dr. Alberto Cendreras
- Katia Loritz como Eva
- Matilde Muñoz Sampedro como Tía de Manolina
- José Franco como Tío Raimundo Cisneros
- Paula Martel como Doncella
- José María Tasso como Fotógrafo
- Laly Soldevila como Chica calle
- Julia Caba Alba como Dominga
- Licia Calderón como Matilde
- José Isbert como Presidente
- Manolo Gómez Bur como Cabo Rebollo
- José Luis López Vázquez como Enfermero Gómez
- Ángel de Andrés como Chófer
- Gracita Morales como Telefonista Hospital

## La obra en teatro y en televisión
- Teatro (Estreno, 1945). Intérpretes: Isabel Garcés, Irene Caba Alba, Pura Martínez, Blanca Sendino, Ángel de Andrés, Gregorio Valero.
- Televisión (19 de junio de 1965, en el espacio Teatro de humor, de TVE). Intérpretes: Valeriano Andrés, Rafaela Aparicio, Ignacio de Paúl, Joaquín Pamplona.

## Comentarios
La Nación opinó:

”Endeble farsa: la boda de un hermano siamés.”

El Siglo dijo:

”Jardiel Poncela jamás imaginó que  el cine podía desaprovechar una de sus obras…una burda comedia con poco ingenio.”

Fernando Méndez Leite opinó en Historia del Cine Español, 1965:

”Se ha logrado sacar buen partido a la obra de origen, respetando la chispeante gracia de sus diálogos y las hilarantes situaciones.”